# Фокнер, Стив
Стив Фо́кнер (англ. Steve Fawkner) — австралийский геймдизайнер, программист, композитор и основатель компании Infinite Interactive. Известность получил как создатель популярной серии стратегических компьютерных игр Warlords в 1989 году, а также как создатель логической ролевой игры Puzzle Quest в 2007.

## Биография
Стив Фокнер имеет высшее образование по математике а также изучал медицину, но бросил так как ненавидел смотреть на больных людей. Прежде чем начать заниматься разработкой компьютерных игр, он сменил много различных видов деятельности, включая добывающую компанию, проектирование монорельса и игру в музыкальной группе. Свою первую игру Стив написал в 1983 году, в возрасте 17 лет.
В 2003, вместе с другими разработчиками Warlords Infinite Interactive, он ушел из Strategic Studies Group. Первыми проектами Infinite, как самостоятельной компании стали Warlords IV и Warlords Battlecry III. Стив выступал в качестве консультанта при разработке игры Герои Меча и Магии V фирмой Nival. Крупный успех Infinite Interactive пришел с выходом игры Puzzle Quest: Challenge of the Warlords, которая получила множество наград и хорошие отзывы критиков. В 2010 году вышла вторая часть игры — Puzzle Quest 2, которая так же была хорошо встречена критиками.
Стив Фокнер также сам пишет саундтреки для игр. Музыкальное сопровождение многих игр SSG написано им.

## Выборочный список игр
В этом списке перечислены наиболее известные игры, в разработке которых принимал участие Стив Фокнер.
- Warlords V (игра находится в разработке)
- Puzzle Quest 2 (2010)
- Puzzle Chronicles (2010)
- Puzzle Kingdoms (2009)
- Neopets Puzzle Adventure (2009)
- Puzzle Quest: Galactrix (2008)
- Puzzle Quest: Challenge of the Warlords (2007)
- Heroes of Might and Magic V (2006)
- Warlords: Battlecry III (2004)
- Decisive Battles of WWII Vol 2: Korsun Pocket (2003)
- Warlords IV: Heroes Of Etheria (2003)
- Warlords: Battlecry II (2002)
- Reach for the Stars (2000)
- Warlords: Battlecry (2000)
- Warlords III: Darklords Rising (1998)
- Warlords III: Reign Of Heroes (1997)
- Warlords II Deluxe (1995)
- Warlords II Scenario Builder (1994)
- Carriers at War II (1993)
- Warlords II (1993)
- Warlords (1989)